# استیون لانگتون
استیون لانگتون (انگلیسی: Steven Langton؛ زادهٔ ۱۵ آوریل ۱۹۸۴) ورزشکار بابسلد اهل ایالات متحده آمریکا است.
وی در مسابقات کشوری و بین‌المللی در مجموع برندهٔ ۲ مدال طلا، ۲ مدال برنز شده‌است.